# Tetralophodon
Tetralophodon ("diente con cuatro crestas") es un género extinto de proboscidio gonfotérido que vivió desde el Mioceno temprano hasta finales del Plioceno. Se han encontrado especies en Europa, Asia y África.

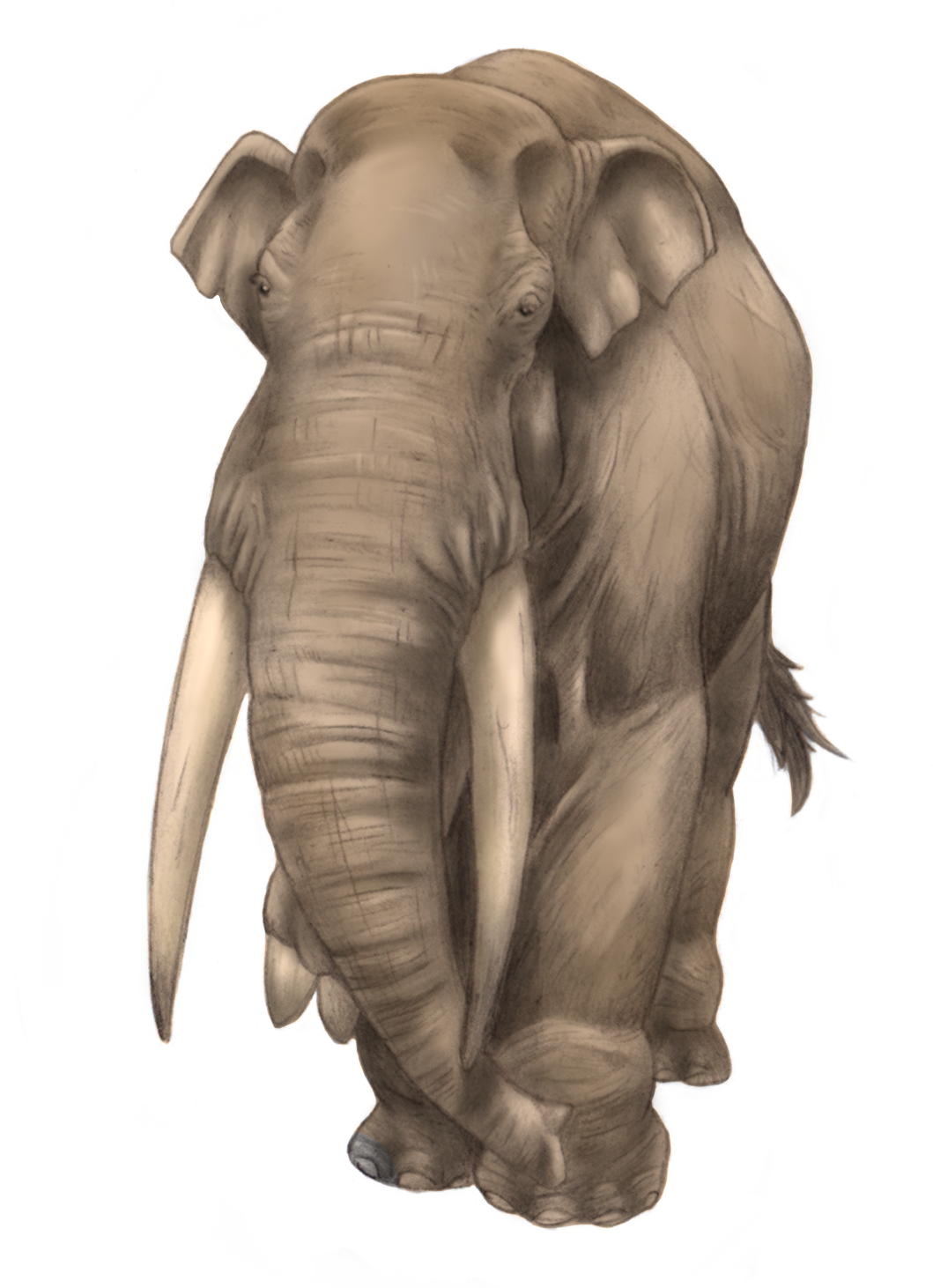
Restauración artística.

## Descripción
Tetralophodon, al igual que otros gonfotéridos, poseía  cuatro colmillos y una trompa. Medían entre 2,58 y 3,45 metros de altura en el hombro y se cree que podían llegar hasta 10 toneladas de peso, así pudiendo llegar a ser mayor que el elefante asiático. Poseía una gran trompa y cuatro colmillos incisivos, dos en el maxilar superior y otros dos en la alargada mandíbula; que podían llegar hasta los 2 metros de longitud.  
Sus característicos molares con cuatro cúspides medían entre 60 y 80 milímetros, seis veces mayores al equivalente humano. Estos dientes bunodontes con bajas coronas estaban adaptados para aplastar y moler, indicando una dieta herbívora.  Esta dieta se vería apoyada por sus colmillos, que se estima que pudieron tener un uso similar a Gomphotherium, para cavar en búsqueda de raíces y tubérculos, o para manipular ramas.

## Especies

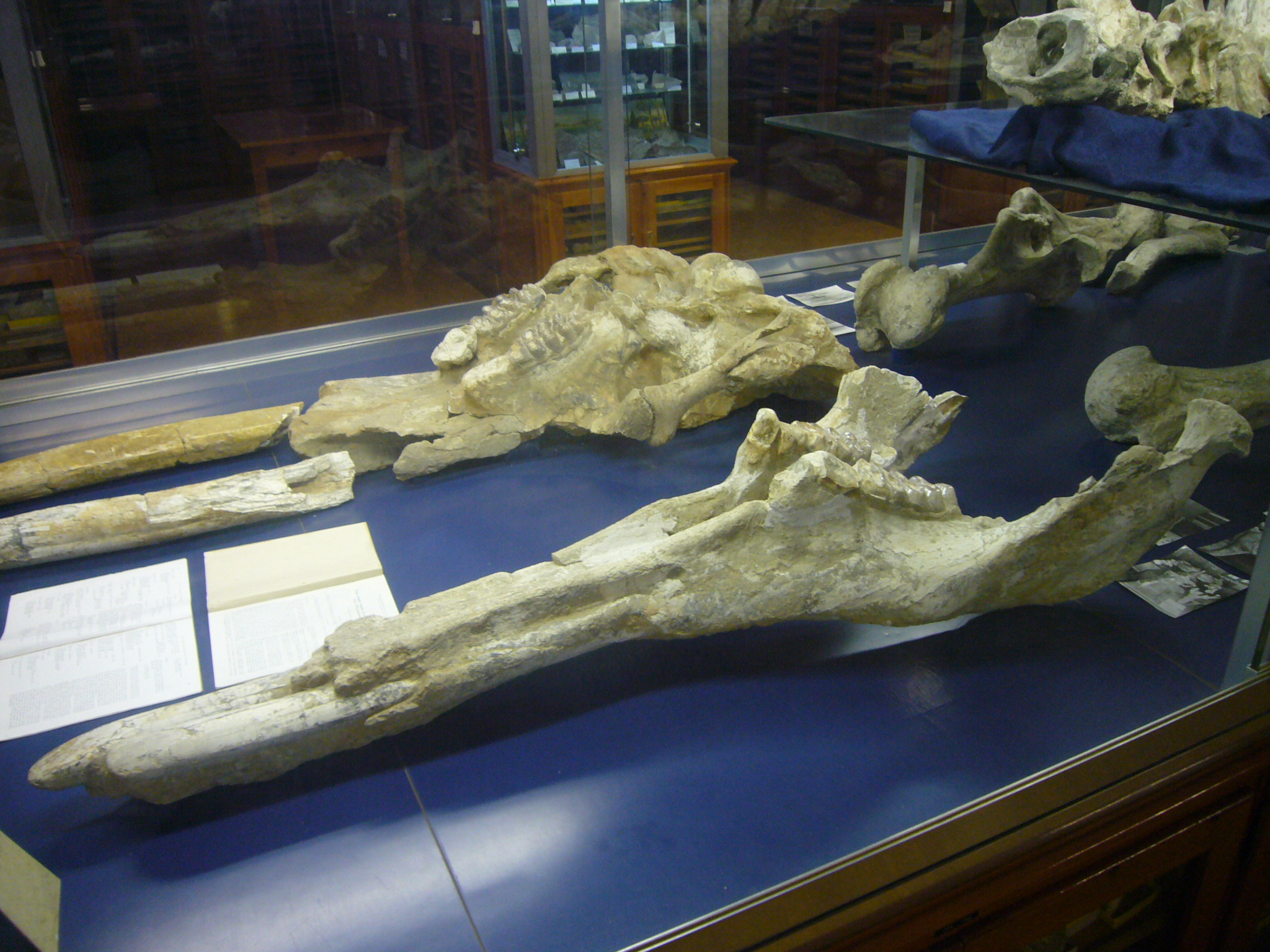
Cráneo fósil de T. longirostris en el Museo Geológico del Seminario de Barcelona

Tetralophodon fue un género exitoso y con un gran rango, por lo que poseen una considerable diversidad de especies.  Sus fósiles se han encontrado desde el Mioceno temprano hasta el Plioceno tardío a lo largo de Europa, Asia, and África.  Anteriormente se consideraba que existían dos especies norteamericanas, T. campester y T. fricki, pero tras un análisis morfológico en 2007 se han referido al género  Pediolophodon.

### Tetralophodon longirostris
Se trata de la especie tipo, fue descrita en 1832 por Jonathan Jacob Kaup, quién la recuperó bajo el género Mammut (Mammut longirostris), no sería hasta 1857 que Falconer lo recinicería como miembro de su propio género Tetralophodon. Se trata de la especie con más especímenes fósiles, existió a finales del Mioceno a lo largo de Europa, en Turquía y en Túnez. Pese a ser la más frecuente de las especies, sigue siendo menos frecuentes que especies de Gomphotherium o Anancus, tal vez debido a su mayor tamaño; tal vez ayudó a que Tetralophodon reemplazase ecológicamente a Gomphotherium en gran parte de su rango. Su nombre específico viene del latín y significa "hocico largo".

### Tetralophodonpunjabiensis
Descrito en base a un molar, diagnóstico para el género, en 1886 encontrado en la Formación Siwalik,del norte de Pakistán. Su nombre específico viene de la región de Punyab, donde se encontró.

### Tetralophodongigantorostris
Descrita en 1931, se caracteriza por unos colmillos mandibulares largos y finos. Su nombre específico viene tanto del griego γιγας, gigas-; "gigante" y del latín rostris, hocico; significando "hocico gigante".

### Tetralophodoncurvirostris
Descrita en 1960, se caracteriza por poseer una mandíbula y colmillos curvados ventralmente ligeramente. Se han encontrado especímenes de la especie en Europa y un cráneo en África. Su nombre específico viene del latín, significando "hocico curvado"

### Tetralophodon xiaolongtanensis
La primera especie encontrada en China, descrita en 1974 a base un solo molar, caracterizado por sus menores coronas, sus cíngulas relativamente marcadas y algunas características menos desarrolladas. T. xiaolongtanensis es el más antiguo gonfotérido tetralofodóntido del este asiático, habitando la actual cuenca de Xiaolongtan datada al Mioceno medio, aproximadamente 12 millones de años. En base a su distribución y a algunas similitudes morfológicas del molar, se ha especulado que  T. xiaolongtanensis fue un pariente cercano a T. longinostris, pese a la separacíon geográfica entre Europa del este y el sur de China.  Su nombre específico es en referencia a su localidad de origen.

### Tetralophodon euryrostris
Descrita en 2017, se trata de la segunda especie del género encontrada en China. Fue descubierta por un aldeano del norte de China, por lo que su localidad de origen no se puede determinar exactamente, aunque gracias a restros sedimentarios en el espécimen se determinó que originaba de la formación Liushu, del Mioceno tardío. Su holotipo consiste de una hemimandíbula completa, por lo que se pudieron comparar sus características con los morfotipos de otras especies, concluyeron que: sus molares eran más similares a Stegolophodon que a T.longirostris, considerado convergencia adaptativa; sus colmillos mandibulares estaban más expuestos y eran más robustos que en otras especies del género. Su nombre específico viene tanto del griego Ευρύ, eury-, "grueso"; y del latín -rostris, hocico; significando "hocico grueso".